# Aphantopus nigra
Aphantopus nigra är en fjärilsart som beskrevs av Pilleau 1952. Aphantopus nigra ingår i släktet Aphantopus och familjen praktfjärilar. Inga underarter finns listade i Catalogue of Life.